# Hog's pudding

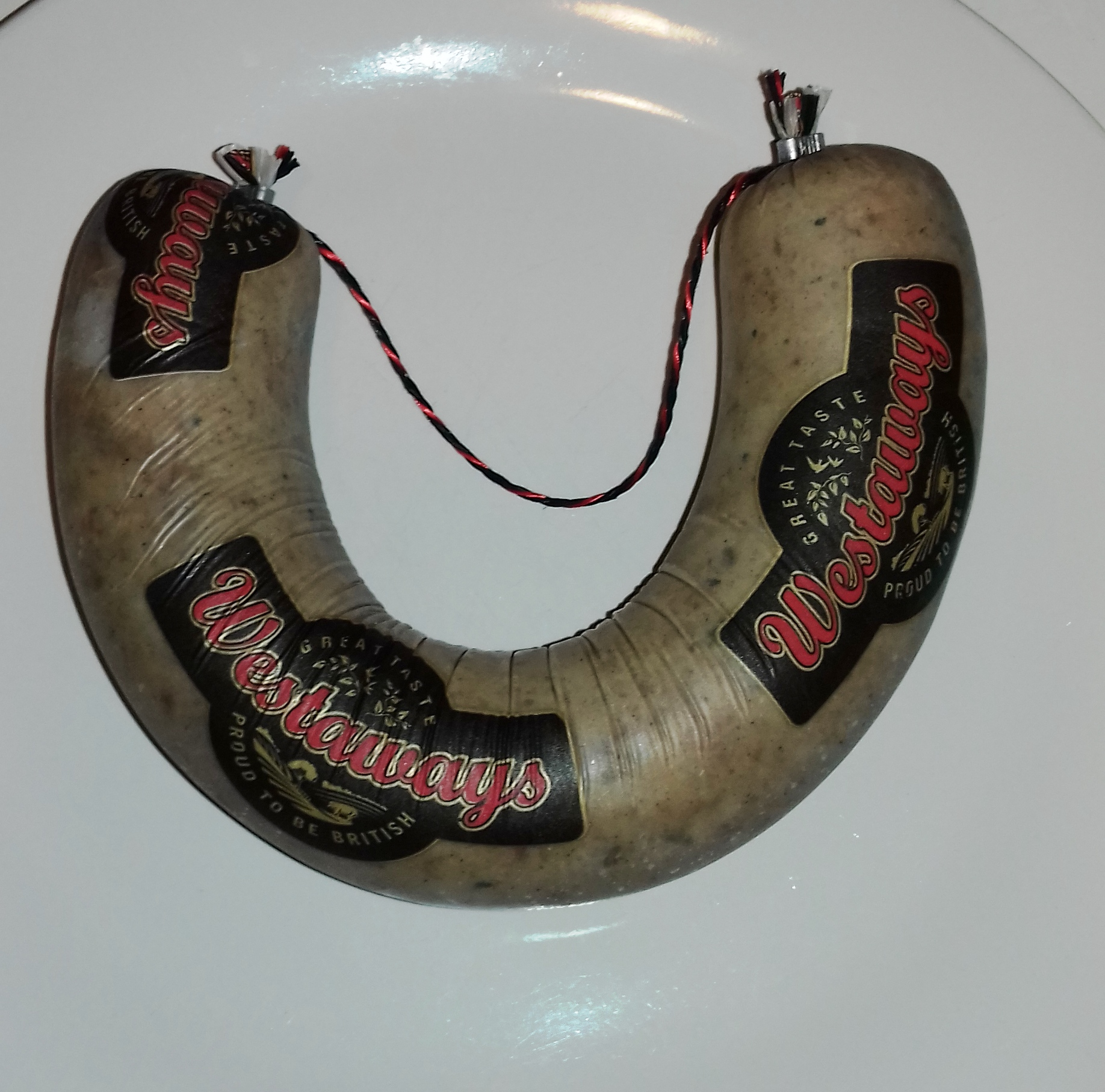
El pudding sin cocinar

El Hog's pudding es un plato tradicional que se puede encontrar en las regiones inglesas de Cornualles y Devon. Se trata de un plato con contenido  cárnico, grasas y pan con granos de avena, tiene forma de salchicha. Suele cocinarse hervido y servirse caliente. Es servido a veces como desayuno.